# Нестаціонарні збагачувальні фабрики
Нестаціонарні збагачувальні фабрики

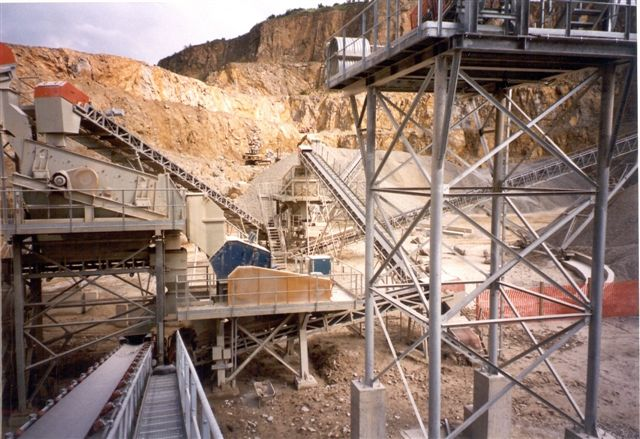
Фїрагмент збірно-розбірної збагачувальної установки. Вузол сортування.

У практиці переробки корисних копалин, крім стаціонарних збагачувальних фабрик, розрахованих на тривалий термін експлуатації, використовують також збагачувальні установки різного типу, які монтують на порівняно короткий термін — від 1 до 10 років. Ці установки призначені для проведення розвідувально-експлуатаційних робіт, досліджень по відпрацьовуванню технологічних схем збагачення, експлуатації невеликих за запасами родовищ, повторної переробки старих відвалів.
Існують нестаціонарні збагачувальні фабрики двох типів — збірно-розбірні і пересувні.

## Збірно-розбірні збагачувальні фабрики
Збірно-розбірні збагачувальні фабрики (які називаються також інвентарними) монтуються в будинках з легких типових конструкцій, що збираються на болтових з'єднаннях. Технологічні схеми цих фабрик представлені в трохи скороченому обсязі, що дозволяє одержати або кінцеві концентрати, або промпродукти з наступним їх доведенням на централізованих підприємствах.
Апаратурне оформлення схеми складається із серійного обладнання в модульному виконанні, що дозволяє здійснити оперативний монтаж і демонтаж, змінюючи тим самим технологію відповідно до властивостей корисної копалини. Такі фабрики можуть працювати цілорічно в суворих кліматичних умовах з використанням вахтового методу роботи обслуговчого персоналу.
Розроблено проект збірно-розбірної збагачувальної фабрики продуктивністю 400 т/доб. Технологією збагачення передбачається:
- максимальна крупність сировини, що надходить на дроблення, — 300 мм;
- дроблення до 12 мм здійснюється за дві стадії з контрольним грохоченням;
- подрібнення до 75–80 % класу –0,074 мм виконується за дві стадії у кульових млинах із решітками, які працюють у замкненому циклі з діафрагмовими відсаджувальними машинами та класифікаторами;
- збагачення грубоподрібнених продуктів здійснюється у відсаджувальних машинах з наступним перечищенням їхніх концентратів на однодечних концентраційних столах;
- збагачення тонкоподрібнених відходів гравітації здійснюється в механічних флотаційних машинах (основна і контрольна флотація — 30 хв. з двома перечищеннями по 5 хв.);
- згущення, фільтрування і сушіння флотаційного концентрату здійснюється в радіальному згущувачі, барабанному вакуум-фільтрі і сушильному барабані;
- згущення відходів здійснюється в згущувачах;
- гідротранспорт і складування згущених відходів здійснюється без повернення проясненої води на фабрику;
- реагентне господарство включає операції приймання і зберігання реагентів на складах, що знаходяться в ізольованому опалювальному приміщенні. У цьому ж приміщенні встановлюється достатня кількість контактних чанів, звідки розчини насосами подаються до реагентних живильників. Місткість чанів повинна дозволяти приготування реагентів за одну зміну на 24 години роботи фабрики.
Проектний режим роботи фабрики прийнятий: 250 робочих днів у році, п'ятиденний робочий тиждень, дробильне відділення працює 2 зміни на добу по 7 годин, інші відділення — 3 зміни по 8 годин.

## Пересувні фабрики
Сьогодні деякі дрібні родовища золотих, вольфрамових, олов'яних, молібденових і інших дефіцитних руд, які містять понад 1 % металів, хоча і мають потенційну цінність, але не можуть бути використані внаслідок нерентабельності їхнього освоєння традиційними способами.
Створення пересувних збагачувальних фабрик (які називаються також мобільними і караванними) із сезонним режимом роботи дозволяє освоїти в найкоротший термін одночасно декілька невеликих, але багатих родовищ і одержати концентрати з великим виходом. Використання сезонного режиму роботи дозволяє освоювати родовища будь-якого кліматичного району, а також полегшує набір невеликого штату робітників для експлуатації пересувних фабрик за принципом вахтових змін.
Розроблено проекти пересувних збагачувальних фабрик продуктивністю 100, 200 і 400 т/доб.
Пересувні фабрики являють собою комплектні секції, що набираються з необхідного числа пересувних платформ і переносних рам із установленим на них відповідним технологічним та допоміжним обладнанням під задану продуктивність і прийняту технологію переробки корисної копалини. Із секцій можна комплектувати пересувні фабрики флотаційного, гравітаційного, а також змішаного типів. Фабрики призначаються для переробки тільки неглинистих руд.
Для переробки глинистих руд необхідно розробити промивні машини невеликих габаритів і необхідної продуктивності.
Приймальні бункери руди крупністю до 200—350 мм (залежно від продуктивності фабрики) і дробленої руди крупністю 8–18 мм виготовляються з листової сталі і встановлюються на рамах. У такий же спосіб конструюються пульпоподілювачі, баки технічної води та інше дрібне допоміжне і нестандартне обладнання.
Дроблення руди від 200 (350) до 8 (18) мм виконується за дві стадії у замкненому циклі з контрольним грохоченням. Дробильні установки на пересувних платформах комплектуються грохотом, щоковою і конусною дробарками, що видають свої продукти на один конвеєр.
Платформи з подрібнювальними установками, які готують продукт для флотації, комплектуються стержневими млинами, які працю-ють у замкненому циклі з гідроциклонами.
Платформи з подрібнювальними установками, що готують продукт для гравітаційних процесів, комплектуються такими ж млинами, які також працюють у замкненому циклі, але не з гідроциклонами, а з плоскоколивними грохотами спеціальної конструкції. Надрешітний продукт грохота повертається в млин на повторне подрібнення.
Платформи з флотаційними установками обладнуються механічними флотомашинами, які дозволяють виконати обв'язку пульповодів таким чином, щоб забезпечити проведення у флотаційній машині основної і перечисних операцій з одержанням багатого чорнового концентрату без застосування насосів. Це рішення спрощує схему флотації і максимально стабілізує процес.
Як збагачувальні апарати для гравітаційного збагачення передбачається використовувати концентраційні тридечні столи СКО-22 як найбільш доступні для контролю і прості в обслуговуванні. Встановлення їх також передбачається на платформах.
Діафрагмові відсаджувальні машини монтують попарно на рамах, при цьому одна з машин — робоча, а друга — резервна.
Класифікатори для зневоднення продуктів збагачення і інших цілей установлюються на рамі з механізмом регулювання кута нахилу ванни.
Для зневоднення продуктів згущення застосовують фільтрувальні установки, які комплектуються барабанними вакуум-фільтрами з зовнішньою фільтрувальною поверхнею, ресиверами зі зворотними клапанами на випуску фільтрату, фільтратними насосами, водокільцевими вакуум-насосами і повітродувками.
Сушильні установки проектуються на переносних рамах зі змонтованими на них електропечами або печами на рідкому паливі.
Питання складування відходів і повернення в процес проясненої оборотної води зважуються при прив'язках фабрик до конкретних умов.
Електропостачання пересувних фабрик передбачається від власних автоматизованих електростанцій, що виготовляються серійно, типу АС-500 БАМ, напругою 400 В і номінальною потужністю 500 кВт.